# Huang Bowen
Huang Bowen (chinesisch: 黄博文; Pinyin: Huáng Bówén; * 13. Juli 1987 in Changsha, Provinz Hunan) ist ein ehemaliger chinesischer Fußballspieler, der lange für Guangzhou Evergrande in der chinesischen Super League spielte. Mit 16 Jahren und 317 Tagen hält er den Rekord als jüngster Torschütze aller Zeiten im chinesischen Profifußball.

## Vereinskarriere
Huang Bowen begann seine Fußballkarriere bei Beijing Guoan, als er 2004 in die erste Mannschaft des Vereins befördert wurde. Als vielversprechender Youngster debütierte er am 26. Mai 2004 mit einem 4:1-Sieg gegen Shenyang Ginde, bei dem Huang auch sein erstes Tor erzielte. Am Ende seiner Debütsaison hatte er in sechs Ligaspielen gespielt. In den folgenden Spielzeiten war er zuerst Ersatzspieler und etablierte sich nach und nach als Stammspieler für den Verein. In der Saison 2007 wurde er mit den Pekingern Vizemeister in der Liga und 2009 gewann er die Meisterschaft.
Am 10. Februar 2011 wechselte Huang zu Jeonbuk Hyundai Motors in die südkoreanische K League 1. Er gab sein Debüt für den Verein am 6. März 2011 bei einer 0:1-Niederlage gegen Chunnam Dragons. Es folgte sein erster Treffer für den Verein in einem AFC-Champions-League-Spiel am 6. März 2011 bei einem 4:0-Sieg gegen Arema Malang. 2011 wurde er südkoreanischer Meister.
Am 7. Juli 2012 wechselte Huang zu Guangzhou Evergrande in die chinesischen Super League. Er war ein wichtiger Teil der Siegerelf von Guangzhou in der AFC Champions League 2013, womit der Verein die zweite chinesische Mannschaft wurde, die einen internationalen Titel holte. Am 13. August 2017 erlitt Huang in einem Ligaspiel gegen Henan Jianye einen Lendenbruch, als er von Ricardo Vaz Tê aus dem Gleichgewicht gebracht wurde, der ihn für den Rest der Saison ausschloss.
Er beendete 2023 seine Karriere als einer der erfolgreichsten chinesischen Fußballspieler aller Zeiten.

## Nationalmannschaft
Huang debütierte am 25. Mai 2008 für die chinesische Nationalmannschaft bei einem 2:0-Sieg gegen Jordanien.

## Erfolge
Beijing Guoan
- Meister der Chinese Super League: 2009

Jeonbuk Hyundai Motors
- Meister der K League 1: 2011

Guangzhou Evergrande
- Meister der Chinese Super League: 2012, 2013, 2014, 2015, 2016, 2017, 2019
- Sieger des Chinese FA Cup: 2012, 2016
- Sieger des Chinese FA Super Cup: 2016, 2017, 2018
- Sieger der AFC Champions League: 2013, 2015

Nationalmannschaft
- Ostasienmeister: 2010